# Premio Roger Nimier
El premio Roger Nimier (en francés: Prix Roger-Nimier) es un premio literario en lengua francesa. Nació con la voluntad de premiar a "un joven autor cuyo espíritu esté en línea con la obra literaria de Roger Nimier". Nimier (1925-1962) fue un novelista y miembro destacado del movimiento Los Húsares. El premio fue creado en 1963 por iniciativa de André Parinaud y Denis Huisman y es entregado anualmente durante la segunda mitad de mayo. Consiste en una suma de 5.000 euros.

## Premiados
- 1963: Jean Freustié, por La Passerelle, Éditions Grasset.
- 1964: André de Richaud, por Je ne suis pas mort, Éditions France-Empire.
- 1966: Clément Rosset, por Lettre sur les chimpanzés, Éditions Gallimard.
- 1967: Éric Ollivier, por J'ai cru trop longtemps aux vacances, Éditions Denoël.
- 1968: Patrick Modiano, por La Place de l'étoile, Éditions Gallimard.
- 1969: Michel Doury, por L'Indo, Éditions Julliard.
- 1970: Robert Quatrepoint, por Mort d'un Grec, Denoël.
- 1971: François Sonkin, por Les Gendres, Denoël.
- 1972: ex aequo Claude Breuer, por Une journée un peu chaude, Éditions France-Empire.
- 1972: ex aequo André Thirion, por Révolutionnaires sans révolution, Éditions Robert Laffont.
- 1973: Inès Cagnati, por Le jour de congé, Denoël.
- 1974: François Weyergans, por Le Pitre, Éditions Gallimard.
- 1975: Frédéric Musso, por La Déesse, La Table Ronde.
- 1976: Alexandre Astruc, por Ciel de cendres, Éditions du Sagittaire.
- 1977: Emil Cioran, por el conjunto de su obra.
- 1978: Érik Orsenna, por La Vie comme à Lausanne, Éditions du Seuil.
- 1979: Pascal Sevran, por Le Passé supplémentaire, Olivier Orban.
- 1980: Gérard Pussey, por L'Homme d'intérieur, Denoël.
- 1981: Bernard Frank, por Solde, Flammarion.
- 1982: Jean Rolin, por Journal de Gand aux Aléoutiennes, JC Lattès.
- 1983: Denis Tillinac, por L'Été anglais, Robert Laffont.
- 1984: Didier van Cauwelaert, por Poisson d'amour, Éditions du Seuil.
- 1985: Antoine Roblot, por Un beau match, La Table Ronde.
- 1986: Jacques-Pierre Amette, por Confessions d'un enfant gâté, Olivier Orban.
- 1987: Alain Dugrand, por Une certaine sympathie, JC Lattès.
- 1988: Jean-Claude Guillebaud, por Le Voyage à Kéren, Arléa.
- 1989: Frédéric Berthet, por Daimler s'en va, La Table ronde.
- 1990: Éric Neuhoff, por Les Hanches de Lætitia, Editorial Albin Michel.
- 1991: Stéphane Hoffmann, por Château Bougon, Editorial Albin Michel.
- 1992: François Taillandier, por Les Nuits Racine, Éditions de Fallois.
- 1993: Dominique Muller, por C'était le paradis, Seuil.
- 1994: Stéphane Denis, por Les événements de 67, Plon.
- 1995: Dominique Noguez, por Les Martagons, Éditions Gallimard.
- 1996: Éric Holder, por En compagnie des femmes, Le Dilettante.
- 1997: Jean-Paul Kauffmann, por La Chambre noire de Longwood: le voyage à Sainte-Hélène, La Table ronde.
- 1998: Jérôme Garcin, por La Chute de cheval, Éditions Gallimard.
- 1999: Marc Dugain, por The Officers' Ward (La Chambre des officiers), JC Lattès.
- 2000: Arnaud Guillon, por Écume Palace, Arléa.
- 2001: Charles Dantzig, por Nos vies hâtives, Grasset.
- 2002: Nicolas d'Estienne d'Orves, por Othon ou l'aurore immobile, Manitoba-Les Belles lettres.
- 2003: Marie-Claire Pauwels, por Fille à papa, Editorial Albin Michel.
- 2004: ex aequo David Foenkinos, por Le Potentiel érotique de ma femme, Éditions Gallimard.
- 2004: ex aequo Adrien Goetz, por La Dormeuse de Naples, Éditions Le Passage.
- 2005: Bernard Chapuis, por La Vie parlée, Stock.
- 2006: Christian Authier, por Les liens défaits, Stock.
- 2007: Jean-Marc Parisis, por Avant, pendant, après, Stock.
- 2008: Yannick Haenel, por Cercle, L'Infini.
- 2009: Xavier Patier, por Le silence des termites, La Table Ronde.
- 2010: Nelly Alard, por Le Crieur de nuit, Gallimard.
- 2011: Françoise Dorner, por Tartelettes, jarretelles et bigorneaux, Albin Michel.
- 2012: Jean-Luc Coatalem, por Le Gouverneur d'Antipodia, Le Dilettante.
- 2013: Capucine Motte, por Apollinaria, JC Lattès.
- 2014: David Le Bailly, por La Captive de Mitterrand, Stock.
- 2015: Émilie de Turckheim, por La Disparition du nombril, Héloïse d'Ormesson.
- 2016: Paul Greveillac por Les Âmes rouges, Éditions Gallimard.
- 2017: Pierre Adrian, por Des âmes simples, Équateurs.
- 2019:	Arnaud de la Grange, por Le Huitième Soir, Éditions Gallimard.